# Neolestes torquatus
El bulbul acollarado (Neolestes torquatus) es una especie de ave paseriforme de la familia Pycnonotidae propia de África Central. Es la única especie del género Neolestes.

## Taxonomía
Fue descrito científicamente por el ornnitólogo alemán Jean Cabanis en 1875. Durante mucho tiempo se creyó que este género pertenecía a las familias Malaconotidae o Laniidae, por sus similitudes anatómicas y en el plumaje, hasta que en 1999 los estudios genéticos confirmaron que pertenecía a Pycnonotidae, con quien presentaba afinidades de comportamiento.

## Distribución y hábitat
Se encuentra en las sabanas de África central.